# لا اوویتا
لا اوویتا (انگلیسی: La Uvita) یک منطقهٔ مسکونی در کلمبیا است.